# فردانية ضعفانية

في غشائيات الأجنحة، نظام تحديد الجنس يتضمن ذكور فردانية وإناث ضِعفانية. في مستعمرة الاجتماعية العليا مع ملكة واحدة، ترتبط الإناث ارتباطًا وثيقًا بشكل غير عادي.

الفردانية الضعفانية أو فردانی ضعفانی (بالإنجليزية: haplodiploidy)‏ هي نظام لتحديد الجنس، يتطور فيه الذكر من بيض غير مخصب ويكون بذلك فرداني، وتنمو الإناث من البيض المخصب وتكون بذلك ضِعفانية. بما أن الذكور فردانية والإناث ضعفانية، يُطلق على هذا النظام اسم الفردانية الضعفانية. تُسمى الفردانية الضعفانية أحياناً بإِنْتَاجُ الذُّكور (arrhenotoky).
تُحدد الفردانة الضعفانية الجنس في جميع أعضاء حشرات غشائيات الأجنحة (النحل والنمل والدبابير)، وهدبيات الأجنحة.كما قد يحدث النظام بشكل متقطع في بعض أنواع سوس العنكبوت، نصفيات الأجنحة، الخنافس (خنافس اللحاء)، والدوارات.
في هذا النظام، يتم تحديد الجنس من خلال عدد مجموعات الكروموسومات التي يتلقاها الفرد. يتشكل النسل عند اتحاد الحيوانات المنوية والبويضة، حيث يتطور ذلك ليصبح أنثى، والبيض الغير المخصب يتطور ليصبح ذكر. هذا يعني أن الذكور لديهم نصف عدد الكروموسومات التي تمتلكها الإناث، ولهذا يتم وصف الذكر على أنه فرداني، في حين أن الإناث ضعفانية.
يحتوي نظام الفردانية الضعفانية على عدد من الخصائص الغريبة والمختلفة عن أنظمة تحديد الجنس الأخرى. على سبيل المثال لا الحصر، الذكر ليس له أب ولا يمكن أن يكون له أبناء، ولكن لديه جد ويمكن أن يكون له أحفاد. بالإضافة إلى ذلك، إذا كانت مستعمرة الحشرة في الاجتماعية العليا تحتوي على ملكة واحدة فقط، وقد تزاوجت مرة واحدة فقط، فإن معامل الارتباط بين العمال (إناث ضعفانية) في خلية أو عش هي 3⁄4. وهذا يعني أن العمال في مثل هذه المستعمرات الأحادية مع ملكة الواحدة يرتبطون ارتباطًا وثيقًا بشكل ملحوظ أكثر من أنظمة تحديد الجنس الأخرى، حيث أن العلاقة بين الأشقاء في تلك الأنظمة لا تزيد عادةً عن النصف 1⁄2. هذه هي النقطة التي تدفع نظرية اصطفاء الأقارب لكيفية تطور الاجتماعية العليا. أما إذا ما كانت الفردانية الضعفانية في الواقع قد مهدت الطريق لتطور الاجتماعية العليا، فذلك لا يزال قيد جدل.
ميزة أخرى لهذا النظام هو أن أي طفرات متنحية قاتلة ومضرة سوف يتم إزالتها بسرعة لأنه سيتم التعبير عنها تلقائيًا في الذكور (يتم ذلك في كل مرة تنشأ فيها طفرات خطيرة، حيث يتم قتل أي فرد يكون فيه تلك الطفرات).
الفردانية الضعفانية هي ليست نفس نظام تحديد الجنسXo. يتلقى الذكور نصف الكروموسومات التي تتلقاها الإناث، بما في ذلك الصبغيات الجسمية. في المقابل، في نظام تحديد الجنس X0، يتلقى كل من الذكور والإناث عددًا متساوياً من الصبغيات الجسمية، ولكن عندما يتعلق الأمر بالصبغيات الجنسية، ستتلقى الإناث كروموسومان X، بينما يتلقى الذكور كروموسوم X واحد فقط.

## آليات الحدوث
تم اقتراح عدة نماذج للآليات الجينية التي تحدث فيها الفردانية الضعفانية. النموذج الأكثر شيوعًا هو نموذج الأليل التكميلي (complementary allele model). وفقًا لهذا النموذج، إذا كان الفرد متغاير الزيجوت(متغاير الازدواج)في موقع كروموسومي معين، فإنه يتطور إلى أنثى، في حين أنه يتطور إلى ذكر إذا كان متماثل الزيجوت (متماثل الازدواج) أو فرداني الزيجوت. بصيغة آخرى، يتطور النسل الضعفاني من بيض مخصب، ويكون عادةً أنثى، في حين أن النسل الفرداني يتحول إلى ذكور من بيض غير مخصب.
تكون الذكور الضعفانية مصابة بالعقم لأن خلاياها لن تخضع للانقسام المنصف لتشكيل الحيوانات المنوية. لذلك، سيكون الحيوان المنوي ضعفاني، مما يعني أن النسل سيكون ثلاثي الصبغيات. نظراً لأن الأم والأبناء في غشائيات الأجنحة يتشاركون في نفس الجينات، فقد يكونون حساسين بشكل خاص تجاه التوالد الداخلي: يقلل التوالد الداخلي من عدد أليلات الجنس المختلفة الموجودة في السكان، مما يزيد من حدوث الذكور الضعفانية.
بعد التزاوج، تقوم كل أنثى في غشائيات الأجنحة بتخزين الحيوانات المنوية في كيس داخلي يسمى كيس (محفظة) المني. تتحكم الأنثى المتزاوجة في إطلاق الحيوانات المنوية المخزنة من داخل العضو: إذا أطلقت البويضة الحيوانات المنوية أسفل قناة البيض، يتم تخصيب البويضة.
يمكن للنحل الاجتماعي والدبابير والنمل تعديل نسبة الجنس داخل المستعمرات مما يزيد من مُعامل الارتباط بين الأعضاء ويولد ذلك قوة عاملة مناسبة للظروف المحيطة. في أنواع أخرى من غشائيات الأجنحة المنفردة، تضع الإناث بيضًا غير مخصبًا على مصادر أغذية فقيرة بينما تضع البويضات المخصبة على مصادر غذائية أفضل، ربما لأن صلاحية الإناث سوف تتأثر سلبًا بشكل أكبر بالنقص الغذائي في حياتها المبكرة. يمكن أيضاً لخنافس الأمبروزيا التلاعب وتعديل نسبة الجنس في مجتمعاتها، حيث أنهم يضعون البيض أكثر من الرجال عندما تكون فرص تفريق الذكور والتزاوج مع الإناث في مواقع مختلفة أكبر.

## تحديد الجنس في نحل العسل

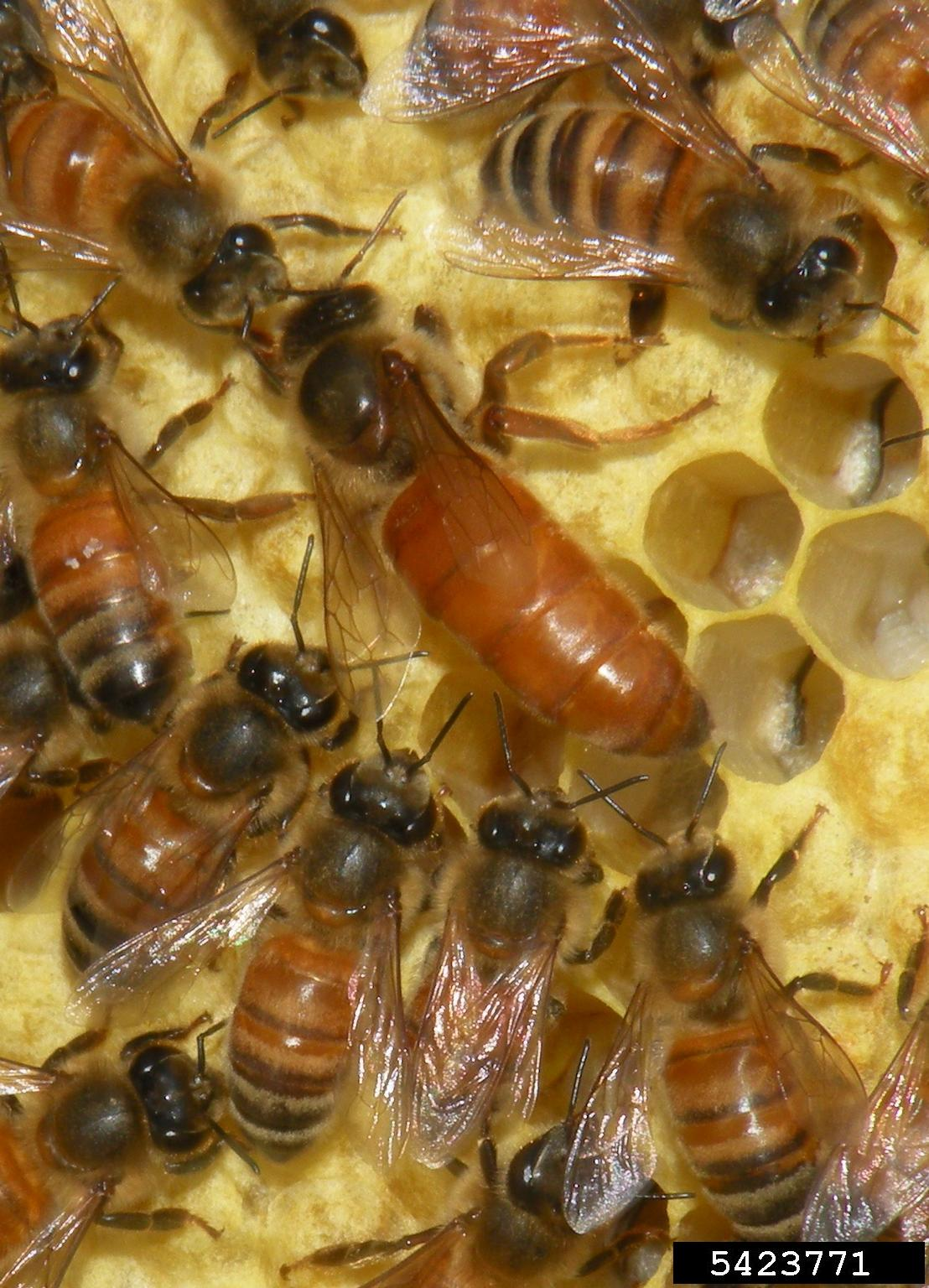
ويرتبط العاملون في نحل العسل ارتباطًا وثيقًا بشكل غير معتاد بأخواتهم الكاملة (نفس الأب) بسبب نظام الفردانية الضعفانية.

في نحل العسل، تأتي اليعاسيب (ذكور النحل) بالكامل من الملكة، والدتهم. تحتوي الملكة الضعفانية على 32 كروموسوم بينما تحتوي اليعاسيب على 16 كروموسوم. تنتج اليعاسيب خلايا منوية تحتوي على جينومها بالكامل، وبالتالي فإن الحيوانات المنوية كلها متطابقة وراثيا باستثناء الطفرات. وذلك يعني أن التركيب الوراثي لذكور النحل مشتق بالكامل من الأم، في حين أن التركيب الوراثي للنحل العامل هو نصف مشتق من الأم، ونصف من الأب. وبالتالي، إذا تزاوجت ملكة النحل مع ذكر، فإن أي من بناتها ستشارك، في المتوسط، 3 إلى 4 من جيناتها. يتم إعادة تجميع جينوم الملكة الضعفانية لبناتها، لكن جينوم الأب الفرداني يكون موروث من قبل بناته «كما هي». من الممكن أيضًا للأمهات الكاذبة (نحل) أن تضع بيوض غير مخصبة، والتي تتطور دائمًا إلى ذكور.
هناك حالات نادرة تكون فيها يرقات النحل ذكرية ضعفانية. عادة ما تنشأ هذه الظاهرة عندما يكون هناك أكثر من جيلين من التزاوج بين الأخت-والأخ. يرجع تحديد الجنس في نحل العسل في البداية إلى موضع واحد، يُطلق عليه الجين المحدد للجنس. في النحل النامي، إذا كانت الظروف أن الفرد يكون متغاير الزيجوت بالنسبة للجين csd، فسوف يتطور إلى إناث. إذا كانت الظروف جيدة بحيث يكون الفرد مصابًا بنقص الدم أو متماثل الزيجوت بالنسبة للجين csd ، فسوف يتطور إلى ذكور. الحالات التي يكون فيها الفرد متماثل الزيجوت في هذا الجين هي حالات ذكور ضعفانية الشكل. في غالب الأحيان، لا تنجو الذكور الضعفانية حتى سن اليفوع، لأن النحل العامل سيأكل الذكور الضعفانية عند الفقس.
في حين أن العمال يمكنهم وضع بيض غير مخصب يصبحون أبنائهم، فإن نظام تحديد جنس الفردانية الضعفانية يزيد من صلاحية الفرد بسبب الاختيار غير المباشر. نظرًا لأن العمال مرتبطين ارتباطًا وثيقاً ببنات الملكة (أخواتها) أكثر من ارتباطها بنسلها، فإن مساعدة ذرية الملكة على البقاء على قيد الحياة تساعد على انتشار الجينات نفسها التي يمتلكها العامل بشكل أكثر كفاءة من التكاثر المباشر.
قد تكون بعض المجموعات من النحل العامل قصيرة العمر ولذلك يتم استبدالها باستمرار من قبل المجموعة التالية، ولذلك فإن اصطفاء القرابة هذا هو إستراتيجية لضمان حسن سير العمل في الخلية.
ومع ذلك، بما أن الملكات تتزاوج عادة مع عشرات الذكور أو أكثر، ليس كل العمال أخوات بشكل كامل. نظرًا للتخزين المنفصل للحيوانات المنوية، قد تكون مجموعة معينة من الحضنة مرتبطة بشكل أوثق من دفعة محددة من الحضنة وضعت في تاريخ لاحق. ومع ذلك، فإن العديد من الأنواع الأخرى من النحل، بما في ذلك النحل الطنان، مثل Bombus terrestris، تكون وحيدة السداة. هذا يعني أن الأخوات دائمًا ما يكونن أكثر ارتباطًا ببعضهما البعض مما هو عليه الحال مع ذريتهن، وبالتالي هذا يقضي على تعارض العلاقة المتغيرة الموجودة في نحل العسل.

## نسبمعامل الارتباطفي الفردانية الضعفانية
يُستخدم معامل الارتباط لحساب قوة اصطفاء القرابة (عبر قاعدة هاميلتون). تقترح فرضية الفردانية الضعفانية أن معامل الارتباط غير العادي 3⁄4 بين الأخوات (في هذا النظام) هي المسؤولة عن تطور الاجتماعية العليا في غشائيات الأجنحة. العاملات ذو الاجتماعية العليا تساعد أمها على ولادة المزيد من الأخوات، وذاك بدوره قد يساعد على انتشار أوسع لجيناتها أكثر مما كانت تتكاثر بنفسها.
في التكاثر الجنسي الطبيعي، يكون لدى الأب مجموعتان من الكروموسومات، ويتم التقاطع بين الكروماتيدات لكل زوج خلال الانقسام المنصف الذي ينتج الحيوانات المنوية. لذلك، الحيوانات المنوية ليست متطابقة، لأنه في كل كروموسوم للزوج سيكون هناك أليلات مختلفة في كثير من المواقع.
لكن عندما يكون الأب فرداني، تكون جميع الحيوانات المنوية متطابقة (باستثناء عدد صغير حيث حدثت طفرات جينية في الخط جنسي). لذلك، فإن جميع الإناث ذرية ترث كروموسومات الذكور سليمة 100 ٪. طالما تزاوجت أنثى مع ذكر واحد فقط، فإن جميع بناتها يشتركن في مجموعة كاملة من الكروموسومات من هذا الذكر. في غشائيات الأجنحة، ينتج الذكور عمومًا ما يكفي من الحيوانات المنوية لتدوم الأنثى طوال حياتها بعد حدث تزاوج وحيد مع ذلك الذكر.
معاملات الترابط في الكائنات الحية المفصلية هي كما يلي، على افتراض أن الأنثى قد تزاوجت مرة واحدة فقط. تنطبق هذه النسب، على سبيل المثال، في جميع أنحاء خلية النحل، في حال لم تقم الأمهات الكاذبة (نحل) بانتاج النسل، والذي يكون جميعها من الذكور من البيض الغير المخصب.
في ظل هذا الافتراض، القائل بأن الأمهات تتزاوج مرة واحدة فقط، ترتبط الأخوات بقوة أكبر مع بعضهن البعض مقارنةً مع بناتهن. ومع ذلك، فإن المستعمرات التي لديها عمال من عدة ملكات أو ملكات تزاوجت عدة مرات سيكون لها علاقة بين عامل وأخرى أقل من علاقة العامل بالابنة، كما هو الحال في ال Melipona scutellaris.

## قائمة المراجع
- Beye، Martin؛ وآخرون (1999). "Unusually high recombination rate detected in the sex locus region of the honey bee (Apis mellifera)". Genetics. ج. 153 ع. 4: 1701–1708. مؤرشف من الأصل في 2008-09-06.
- Wu، Z.؛ وآخرون (2005). "Single-locus complementary sex determination absent in Heterospilus prosopidis (Hymenoptera: Braconidae)". Heredity. ج. 95 ع. 3: 228–234. DOI:10.1038/sj.hdy.6800720. PMID:16077738. مؤرشف من الأصل في 2016-06-14.
- Ratnieks، Francis (1988). "Reproductive harmony via mutual policing by workers in eusocial hymenoptera". American Naturalist. ج. 132 ع. 2: 217–236. DOI:10.1086/284846. JSTOR:2461867.